# Біньямін бен Моше Нагавенді
Біньямін бен Моше Нагавенді (ІХ ст., Нехавенд, Іран) — один з найвизначніших караїмських книжників.
У караїмської поминальній молитві Нахавенді згадується після Саула, сина засновника релігійної течії Анана бен Давида. Вчений Я'куб ал-Кіркісані повідомляв, що Нахавенді був знавцем Галахи равіністів і довгий час був суддею. На відміну від Анана бен Давида, який писав арамейською мовою, і від пізніших караїмських авторів, твори яких написані арабською, Нахавенді писав на івриті.
Нахавенді розходився з Ананом з багатьох питань, ставився до равіністів вельми терпимо і готовий був прийняти їх встановлення навіть в тих випадках, коли вони не спиралися безпосередньо на текст Тори. Нахавенді вважав не обов'язковим підпорядкування загально визнаним авторитетам і допускав свободу особистого судження в питаннях Галахи. Запозичення з равіністичного законодавства свідчать, що Нахавенді розумів практичну нездійсненність призову Анана бен Давида до повернення до біблійного законодавству, оскільки воно не могло охопити всі аспекти соціальної та економічної дійсності ІХ ст.
Дві праці Нахавенді в галузі права — «Сефер ха-мицвот» («Книга приписів») і «Сефер ха-дінім» («Книга законів», опубліковані А. Фірковічем під назвою «Массат Біньямін», «Дарування Біньяміна», в 1835 р.) — склали, мабуть, частина зводу галахи караїмів. Нахавенді є також автором коментарів до П'ятикнижжя, книги Ісаї, Псалмів, Пісні Пісень і книги Даніеля. Його коментарі високо цінував А. Ібн Езра. Висунута Нахавенді концепція (відкинута наступними поколіннями караїмських вероучителів) говорить, що Бог створив ангела, який, в свою чергу, створив світ, дав Закон і навіяв пророкам їх вчення. Мета цієї концепції, спорідненої гностичному вченню, — очистити Біблію від антропоморфізму, переадресувавши антропоморфічні вираження ангелу-творця. Поняття його про Бога, людську душу і створення світу відрізнялися від понять попередників. Про ці предмети говорить так:
|  | Не можна погодитися з думкою, щоб можливо було допустити людиноподібне зображення Бога, Єгови і щоб Він відкривався пророкам. Немислимо також, щоб Ним безпосередньо був створений матеріальний світ і Він перебував у дотику до нього. Розуміючи Його духом, поза простором і часом, важко вірити, щоб Він Сам, при Синайському Законодавстві з'явився просторово обмеженим і сказав би слова. |

Він вважав, що оскільки безсмертна душа є чистим духом поза тілом, що не піддається жодній чутливості, то пекельні муки призначені не для неї, а для грішної плоті.